# Нетсуке
Нетсуке (на японски: 根付) са малки резбовани фигури от Япония. Те са използвани като противотежест при закрепването на едно „Сагемоно“ (представляващо например едно окачено приспособление като едно „Инро“, представляващо една плоска малка кутийка от лакирано дърво, състояща се от много части. Тези предмети са се окачвали на пояса (наричан „Оби“), обикновено на мъжете, при които кимоното е без джобове. За закрепване на шнура на нетсукето се намерат два отвора, наричани химотоши.
Първоначално като материали са използвани материали слонова кост, дърво, бамбук и други. Има различни форми на изработка:
- Катабори (形彫) – Компактни, заоблени скулптури (често срещани)
- анабори (穴彫) – Кухи, подобни на раковини скулптури
- мен (面) – Нетсуке под формата на глава или маска, често подобни на намалени по размер Но-маски (често срещани)
- саши (差) – дълги, във формата на пръчка или игла
- манию (饅頭) – кръгли, подобно на копчета нетсуке с релеф
- риюса (柳左) – подобни на манию, но изрязани в цялата дълбочина
- Кагамибута (鏡蓋) – като малка чашка с капак и с орнаменти от метал
- каракури (からくり) – всички видове нетсуке с подвижни части или скрито съдържание

- Катабори
- Анабори
- Мен
- Саши
- Манию
- Риюса
- Кагамибута
- Каракури